# Cabus (Lancashire)
Pour les articles homonymes, voir Cabus.
Cabus est un village et une paroisse civile du Lancashire, en Angleterre.